# Papiškės (Matuizos)
Papiškės is een dorp in het zuiden van Litouwen ongeveer 60 kilometer ten zuidwesten van de hoofdstad Vilnius. Het gehucht ligt in een groot bosrijk gebied met twee natuurparken. De bossen in de directe omgeving zijn evenwel productiebossen. 

## Bevolking
In 2011 telst Papiškės 29 inwoners, van wie 16 mannen en 13 vrouwen.
| Inwoners per jaar |        |
| Jaar              | Aantal |
| 2001              | 35     |
| 2011              | 29     |